# Zellkultur

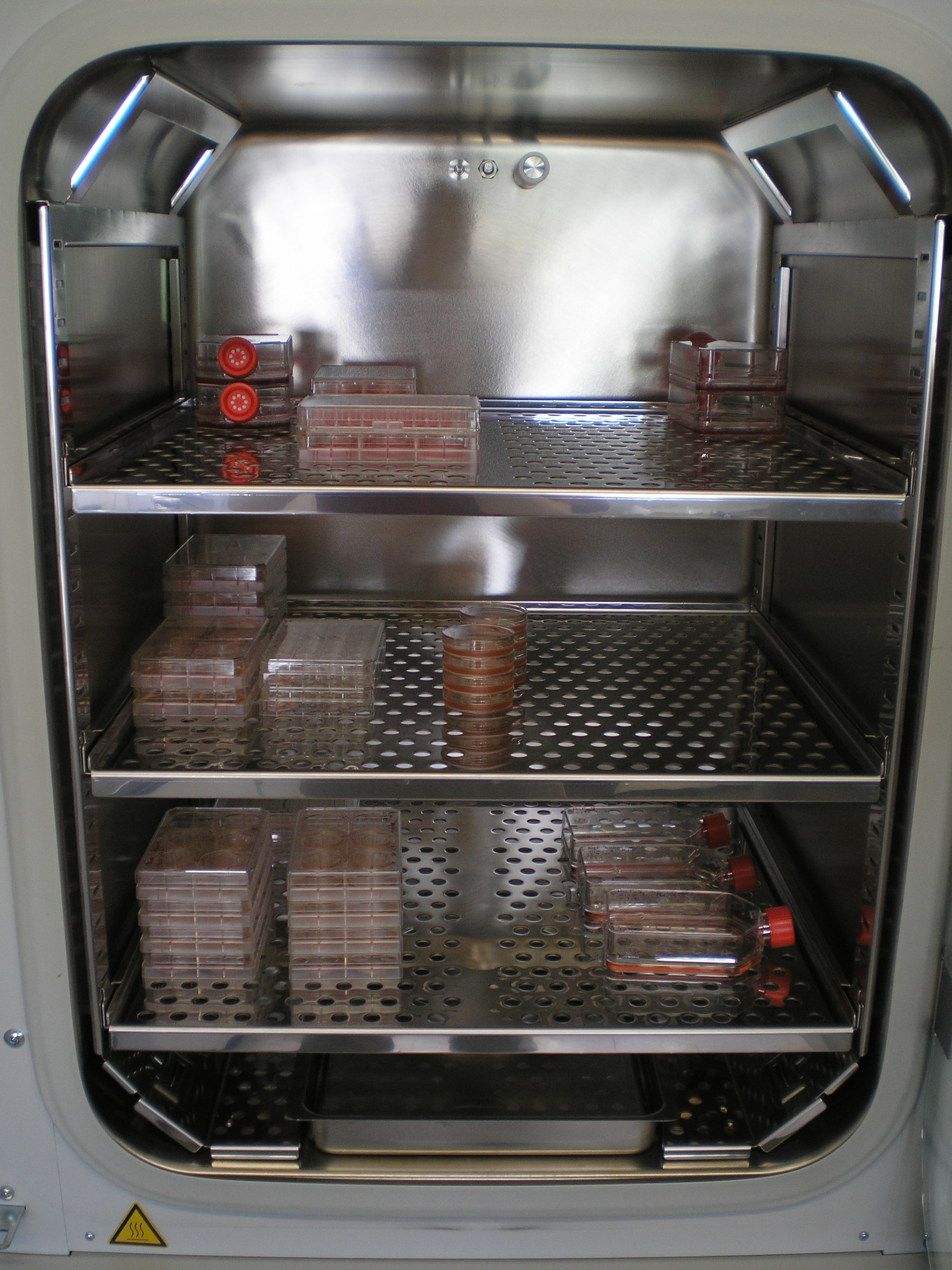
Inneres eines CO_{2}-Inkubators mit Zellkulturplatten und -flaschen

Als Zellkultur wird die Kultivierung tierischer oder pflanzlicher Zellen in einem Nährmedium außerhalb des Organismus bezeichnet. Es werden sowohl immortalisierte (unsterbliche) Zelllinien als auch primäre Zellen kultiviert (Primärkultur). Als Primärkultur bezeichnet man eine nicht immortalisierte Zellkultur, die direkt aus einem Gewebe gewonnen wurde. Zellkulturen finden breite Verwendung in der biologischen und medizinischen Forschung, Entwicklung und Produktion.

## Eigenschaften

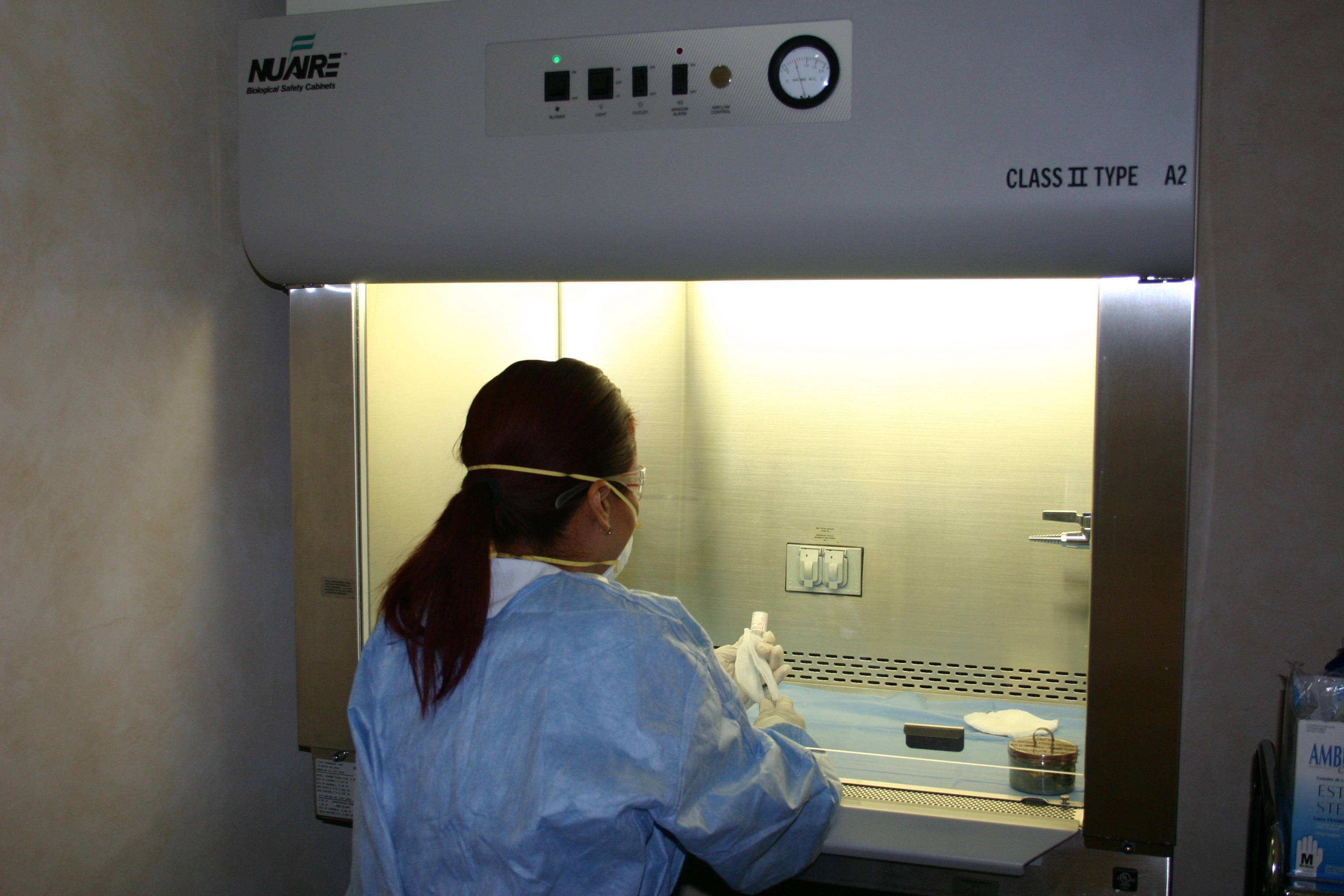
Steriles Arbeiten in einer Sicherheitswerkbank Klasse II

Die Arbeiten mit Zellen erfolgen meistens in einem Zellkulturlabor unter sterilen Bedingungen. Dies erfolgt in einer Sicherheitswerkbank der Klasse 2 oder höher mit sterilen Arbeitsgeräten und -material. Zur Vermeidung von mikrobiologischen Kontaminationen der Zellkultur werden desinfizierte Einmalhandschuhe und meist ein regelmäßig gewechselter Laborkittel mit Verschluss auf dem Rücken verwendet.
Die Kulturbedingungen unterscheiden sich stark zwischen den einzelnen kultivierten Zelllinien. Die verschiedenen Zelltypen bevorzugen dabei unterschiedliche Nährmedien, die spezifisch zusammengestellt werden, beispielsweise unterschiedliche pH-Werte oder Konzentration an Nährstoffen. In der Regel wachsen Säugerzellen bei 37 °C mit einer Atmosphäre von 5 % CO2 in speziellen Inkubatoren bei einer relativen Luftfeuchte von 95 %. Die Temperatur und CO2-Konzentration imitieren physiologische Bedingungen, während die Luftfeuchte eine Verdunstung des Wassers im Zellkulturmedium vermeidet. Um eine ausreichende Versorgung mit Luftsauerstoff zu ermöglichen, ist weniger als ein Zentimeter Höhe an Medium über den Zellen. Als Zellkulturgefäße werden Zellkulturflaschen und für einzelne Versuche Kammern in einer Zellkulturschale verwendet. Diese sind auf der Bodenfläche innen meist mit Polylysin beschichtet, damit sich adhärente Zellen besser daran anhaften können.
Bei 3D-Zellkulturen von Zellen in Bioreaktoren mit Microcarriern ist der Arbeitsaufwand geringer, aber der Einsatz erst bei größeren benötigten Mengen sinnvoll und es sind zusätzliche Geräte notwendig, die nicht in üblichen Zellkulturlaboren vorkommen. Amphibien- und Insektenzellen wachsen bei 28 °C auch ohne CO2-Zugabe.

### Adhärente und Suspensionszellen

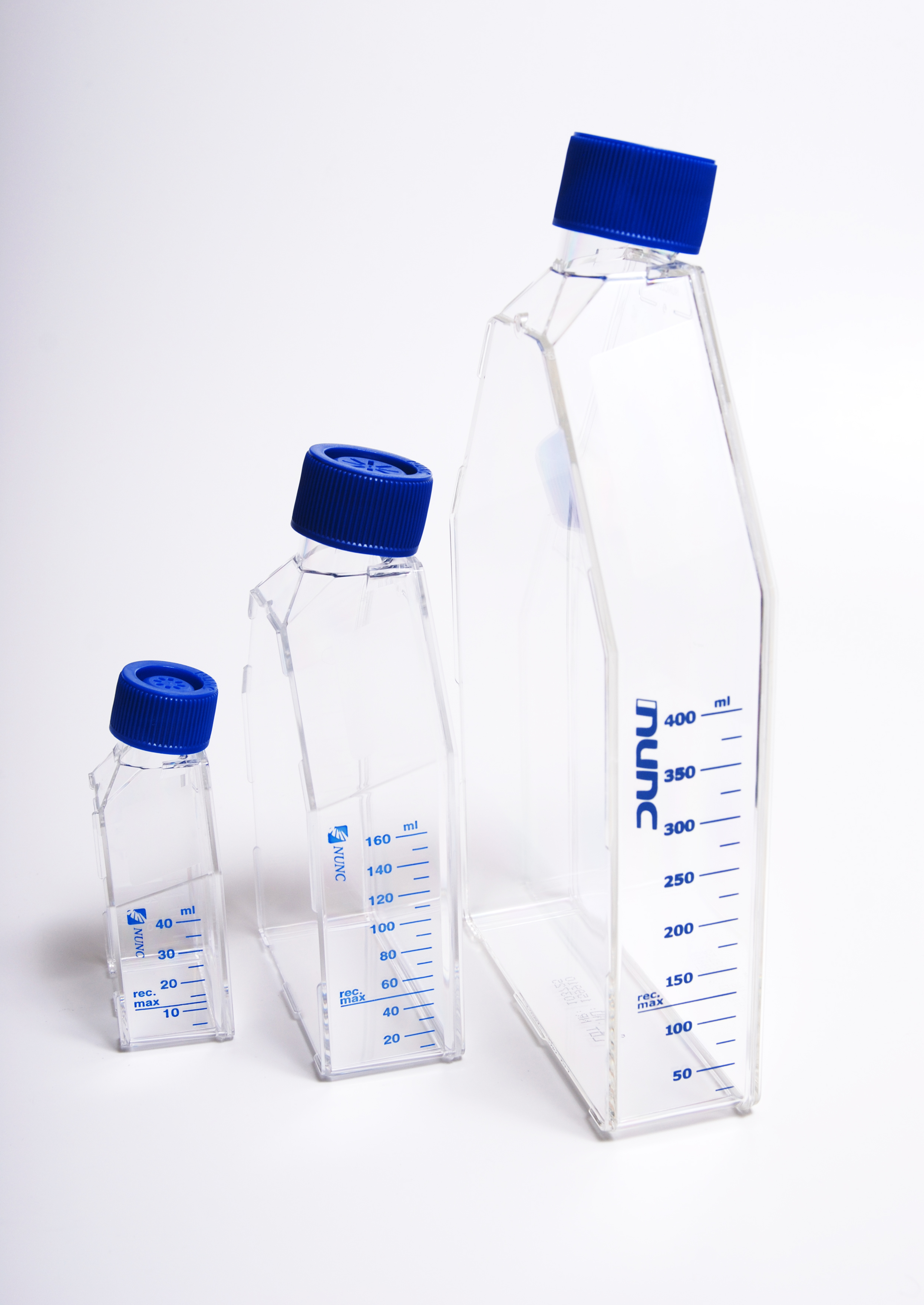
Zellkulturflaschen verschiedener Größen. Je größer die Grundfläche, desto mehr Zellen können wachsen.

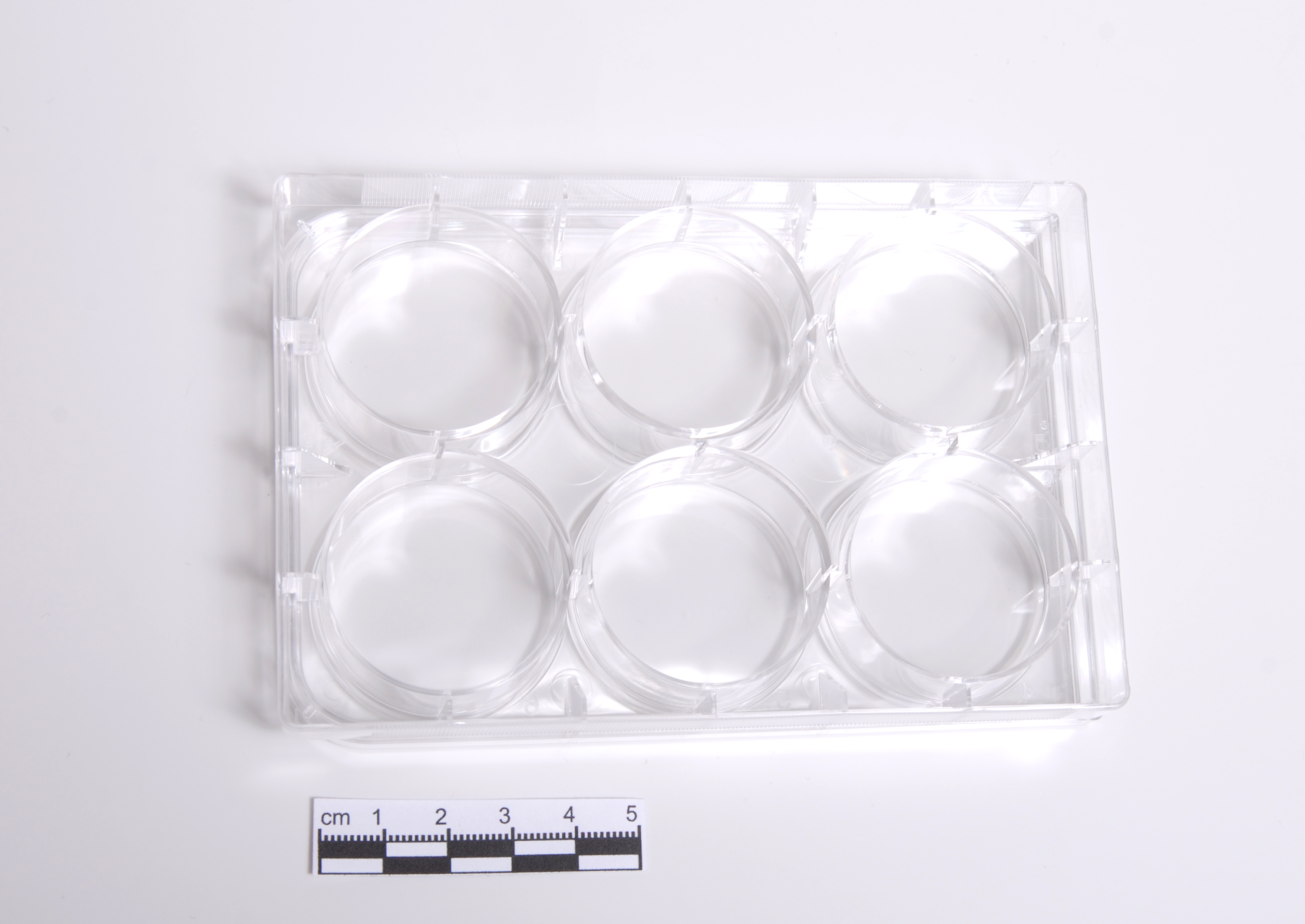
Zellkulturschale mit 6 Kammern

Man unterscheidet auch adhärent (anhaftend) auf Oberflächen wachsende Zellen wie beispielsweise Fibroblasten, Endothelzellen oder Knorpelzellen von Suspensionszellen, die frei im Nährmedium schwimmend wachsen, wie zum Beispiel Lymphozyten und die meisten anderen Blutzellen. Während adhärente Zellen nach dem langsamen Absinken sich an der Oberfläche des Bodens des Zellkulturgefäßes anhaften, sinken Suspensionszellen in Zellkultur nur ab. Dementsprechend unterscheidet sich die Art der Passagierung, denn Suspensionszellen müssen nicht mit einer Protease behandelt werden.

### Primärzellen
Das Anlegen von Primärkulturen (nicht-immortalisierte Zellen) kann aus unterschiedlichen Geweben über verschiedene Methoden erfolgen. Das Gewebe wird mit Schere, Stößel und Sieb mechanisch zerkleinert und die Zellen von Sehnen und Gefäßen getrennt. Alternativ existieren Geräte zum halbautomatisierten Gewebeaufschluss. Die Zellen werden mit einer Protease behandelt, meistens Trypsin (Trypsinisierung), Pronase oder Kollagenase, welche die extrazelluläre Matrix teilweise verdaut und Zellkontakte abbaut, die den Zellverband aufrechterhalten. Dadurch werden die Zellen vereinzelt. Langsames Auf- und Abpipettieren vereinzelt die Zellen weiter unter Vermeidung größerer Scherkräfte, welche die Zellmembrane reißen lassen. Anschließend werden die vereinzelten Zellen in Zellkulturmedium aufgenommen. Alternativ kann eine Biopsie direkt in Zellkultur gehalten werden, wobei dann nur die Zellen der Oberfläche wachsen (Explantkultur). Durch Zugabe von Wachstumsfaktoren können gezielt manche Zelltypen zur Teilung angeregt werden. Bei schlecht wachsenden Zelltypen werden auch Fütterzellen, basalmembranartige Matrices und rekombinante oder gereinigte Bestandteile der extrazellulären Matrix verwendet. Zelllinien brauchen dagegen nur eine Passagierung.

### Zelllinien

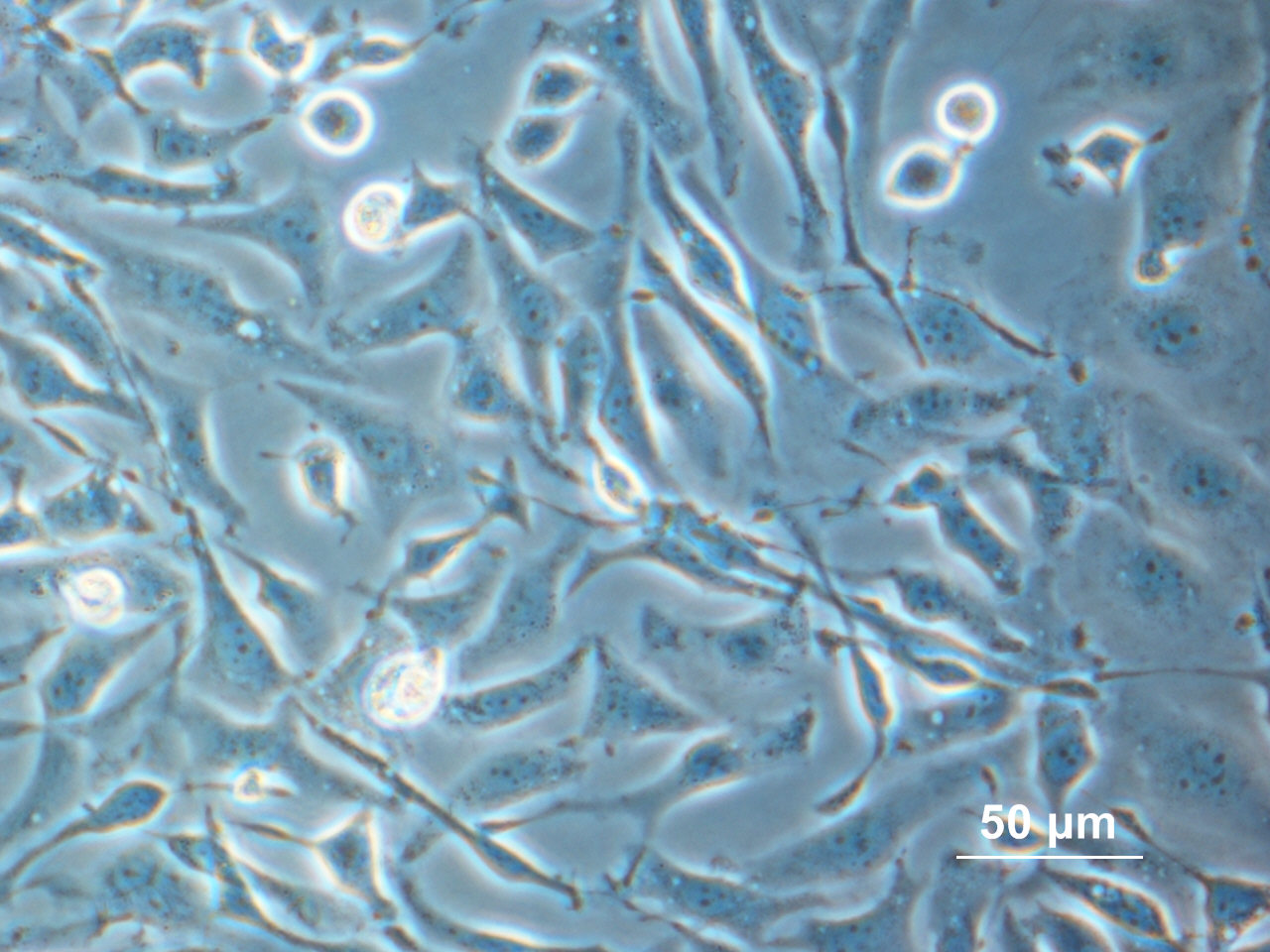
CHO-Zellen in Zellkultur

Die meisten Zellen besitzen eine eingeschränkte Lebensdauer (begrenzt durch das Hayflick-Limit), mit Ausnahme von einigen von Tumoren abstammenden Zellen und immortalisierten Zellen. Nach einer bestimmten Anzahl von Verdopplungen (circa 40 – 60 Zellteilungen) gehen die begrenzten Zellen in die Zellseneszenz und teilen sich nicht mehr. Etablierte oder unsterbliche Zelllinien haben die Fähigkeit erlangt, sich unendlich zu teilen – entweder durch zufällige Mutation (in Tumorzellen) oder durch gezielte Veränderung (durch Immortalisierung). Aufgrund der im Vergleich zu Primärzellen hohen Wachstums- und Zellteilungsrate und der unbegrenzten Teilungsfähigkeit werden Zelllinien standardmäßig in der Zellkultur verwendet. Es gibt mehrere tausend Zelllinien unterschiedlicher Tier- und Pflanzenarten.

## Methoden

### Zellkulturmedium

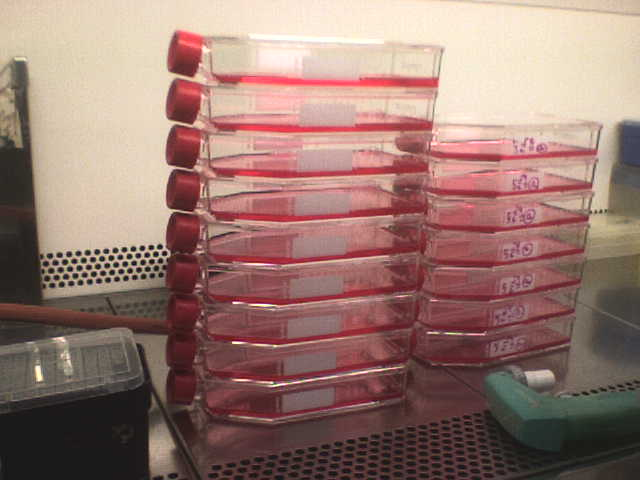
Zellkulturflaschen mit Zellen und Medium. Der Deckel ist luftdurchlässig (entweder mit eingebautem Sterilfilter oder nur lose aufgesetzt), um eine Versorgung mit O_{2} zu ermöglichen und die Konzentration von CO_{2} zu regulieren.

Nährmedien für die Kultur von Säugetierzellen sind beispielsweise RPMI-1640, Eagle’s Minimal Essential Medium, Dulbecco's Modified Eagle Medium, Ham's F-10, Ham's F-12, Glasgow Minimum Essential Medium (GMEM), Iscove’s Modified Dulbecco’s Medium (IMDM) und für die Insektenzellkultur Trichoplusia ni Medium-Formulation Hink (TNM-FH, z. B. Grace’s Insect Medium, Supplemented).

### Passagieren
Strikt adhärente Zelllinien in kontinuierlicher Kultur hören mit dem Wachstum auf, wenn die gesamte Wachstumsfläche von Zellen bedeckt wurde (Zellkontakthemmung). Außerdem droht ein Absterben der Kultur, wenn die Zelldichte zu hoch ist und damit die Proliferationsrate erheblich sinkt – die Maximaldichte ist erreicht. In diesem Fall löst man die Zellen enzymatisch aus der Wachstumsfläche, verdünnt und überführt sie in neue Kulturgefäße. Dieser Prozess wird als Passagieren bezeichnet (auch „Subkultivieren“, „Passage“ oder „Splitting“ genannt). Je nach Teilungsrate, Dichte und Art der Zellen erfolgt dieser Zeitpunkt unterschiedlich – während 3T3-Zellen namensgebend alle 3 Tage passagiert werden, sollten dies bei stark wachsenden Tumorzelllinien früh in der stationären Phase bzw. vor Erreichen der Konfluenz erfolgen. Die Passagezahl gibt dabei die Häufigkeit an, mit der die Zellen bereits passagiert wurden, sie erhöht sich bei jedem Passagieren um 1.

### Anzahl und Zellviabilität
Die Anzahl kann direkt nach dem Passagieren mit einer Zählkammer für eukaryotische Zellen und einem Inversmikroskop oder mit einem Coulter-Zähler bestimmt werden. Daneben kann die Lebendzellzahl bestimmt werden.

### Lagerung
Je nach Lagerungsdauer werden unterschiedliche Temperaturen und Lagerungsmedien verwendet. Während die Zellkultur von Säugetierzellen bei 37 °C und 5 % CO2 erfolgt, können Zellen für wenige Stunden im Kühlschrank aufbewahrt werden. Durch Zentrifugation kann der Zeitraum der Lagerung bei 4 °C verlängert werden. Eine längerfristige Lagerungsmöglichkeit bietet die Kryokonservierung, beispielsweise in einem -80 °C Gefrierschrank oder in Flüssigstickstoff.

## Anwendung
Zellkulturen finden besonders in Forschung und Entwicklung breite Anwendung. In der Forschung werden sie als Modellsystem für tierische Zellen verwendet, bei dem Stoffwechsel, Zellteilung und viele weitere zelluläre Prozesse beobachtet und verändert werden können. Weiterhin werden kultivierte Zellen als Testsysteme eingesetzt, beispielsweise bei der Untersuchung der Wirkung von Substanzen auf die Signaltransduktion und Toxizität der Zelle. Hierbei wird auch die Anzahl von Tierversuchen drastisch reduziert. Neue Gene können per Transfektion oder Transduktion in Zellen eingebracht werden. Mit einem Organ-on-a-Chip können Wechselwirkungen zwischen Zellen untersucht werden. Muskel- und Fettzellen werden in der Zellkultur zu In-vitro-Fleisch gezüchtet, um zu Lebensmitteln verarbeitet zu werden. Weiter Forschungsanwendungen umfassen unter anderem die Untersuchung der Selbsterneuerung von Stammzellen, Zellabstammung, Krebszellen, Fibrose, Funktion von Hepatozyten, und Mechanorezeptoren.
Die 3D-Zellkultur versucht im Zuge des Tissue Engineering Organoide oder künstliche Organe zu erzeugen. In der Pflanzenvermehrung erzeugt man bei der Pflanzlichen Gewebekultur aus Zellkulturen komplette Pflanzen.
Für die Herstellung von etlichen biotechnischen Produkten haben Zellkulturen von Säugerzellen ebenfalls hohe Bedeutung. Beispielsweise werden verschiedene Proteine, virale Vektoren und Viren für Impfstoffe hergestellt. Obwohl einfache Proteine mit weniger Aufwand auch in Bakterien oder Hefen produziert werden können, müssen glykosylierte Proteine in der Zellkultur in Säugerzellen hergestellt werden, da nur hier die korrekten Glykosylierungen der Proteine erfolgen. Für die Entwicklung und die Realisierung von industriellen Zellkulturprozessen werden Bioreaktoren eingesetzt, teilweise in Insektenzellkultur. Dabei sind für die Herstellung von biopharmazeutischen Produkten Einweg-Bioreaktoren von vermehrtem Interesse.

## Geschichte

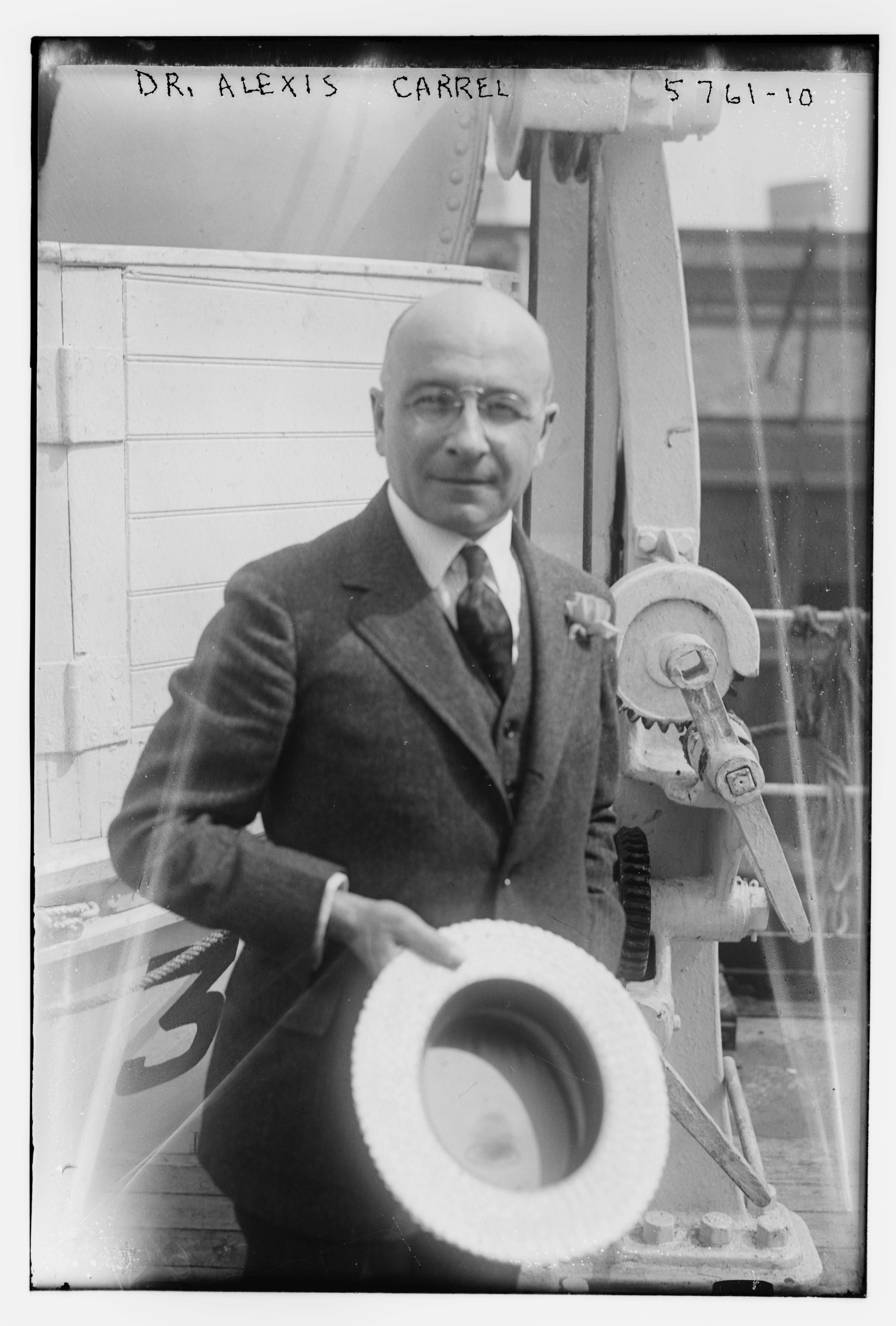
Alexis Carrel (1923)

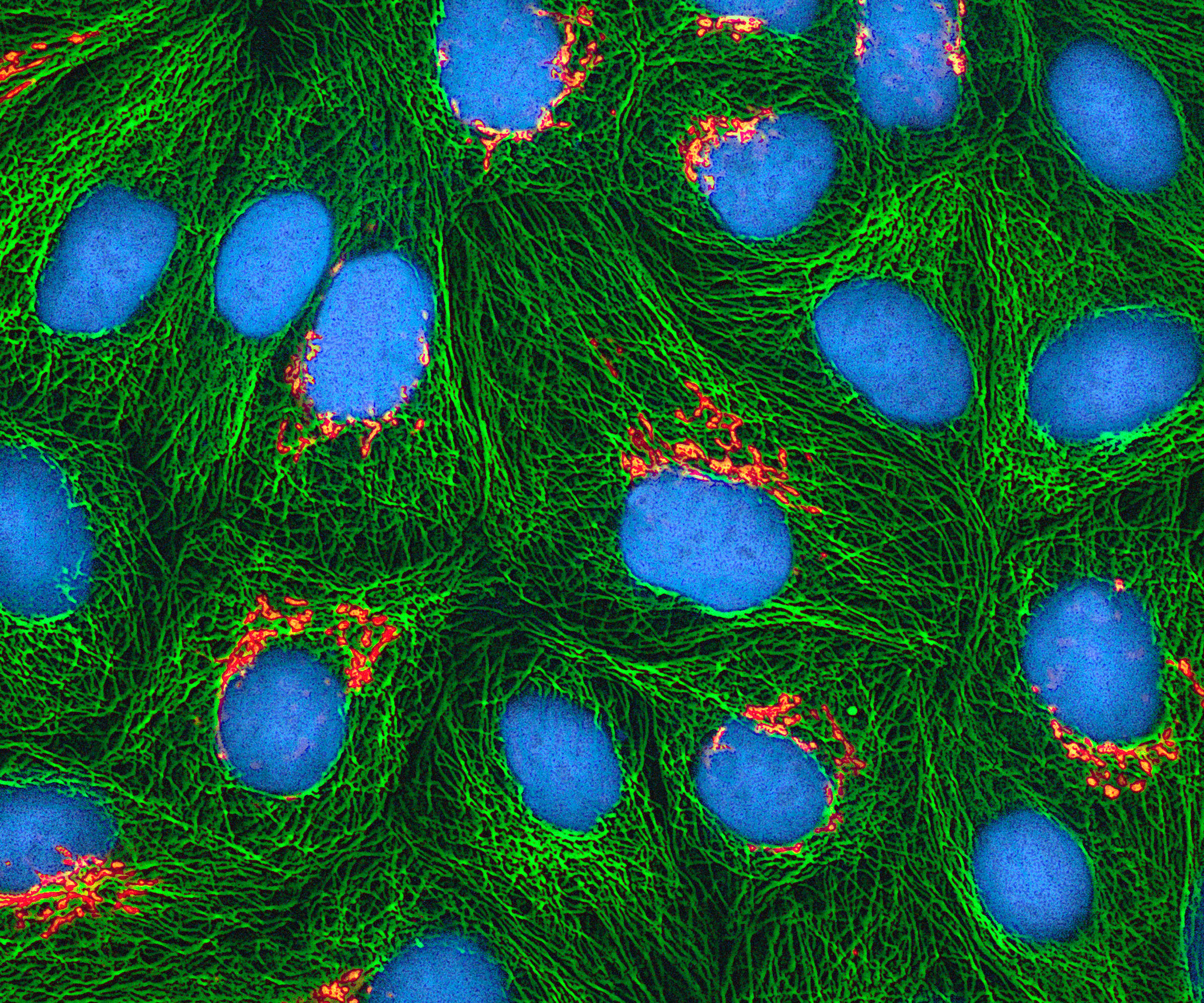
FM-Aufnahme von konfluenten HeLa-Zellen mit Mikrotubuli (grün), Golgi-Apparat (orange) und Zellkern (blau)

Seit den Anfängen der naturwissenschaftlichen Forschung gab es Bestrebungen, Zellen und Gewebe auch außerhalb eines Organismus am Leben zu erhalten, um sie so nähergehend untersuchen zu können. Sydney Ringer entwickelte eine Vollelektrolytlösung zur Aufbewahrung von Amphibienherzen. Wilhelm Roux gelang es erstmals 1885, embryonale Hühnerzellen für mehrere Tage in einer Salzlösung am Leben zu erhalten und so das grundlegende Prinzip zu demonstrieren. Gottlieb Haberlandt entwickelte um 1902 eine erste Form der Pflanzenzellkultur und prägte den Begriff Totipotenz bei Pflanzen, nämlich dass aus jeder Pflanzenzelle eine vollständige Pflanze entstehen kann. Ross Granville Harrison kultivierte 1907 das Rückenmark von Amphibien und wies damit nach, dass Axone als Fortsätze einzelner Nervenzellen entstehen. Peyton Rous löste 1910 mit Onkoviren einen Tumor aus, indem er einen gefilterten Extrakt aus Hühnertumorzellen verwendete, von dem sich später herausstellte, dass er ein RNA-Virus (Rous-Sarkom-Virus) enthielt. Edna Steinhardt, Chai Israeli und Robert A. Lambert kultivierten 1913 das Vacciniavirus auf Fragmenten der Hornhaut von Meerschweinchen. Im Jahr 1913 zeigte Alexis Carrel, dass Zellen auch länger in Zellkultur wachsen können, insofern sie gefüttert und aseptisch gehalten werden.
Im Jahr 1948 isolierten Wilton R. Earle und Kollegen einzelne Zellen der L-Zelllinie und zeigten, dass sie in der Gewebekultur Klone von Zellen bilden. John Franklin Enders, Thomas Huckle Weller und Frederick Chapman Robbins zeigten 1949 erstmals die Kultur von Polioviren in Nierenzellen von Affen, wodurch Polioviren für die Erzeugung von Polioimpfstoffen gewonnen werden konnten (der Impfstoff nach Jonas Salk ab 1952). 
Sie erhielten 1954 der Nobelpreis für Physiologie oder Medizin „für ihre Entdeckung der Fähigkeit des Poliomyelitisvirus in Kulturen von verschiedenen Gewebsarten zu wachsen“. George Otto Gey und Kollegen etablieren 1952 eine kontinuierliche unsterbliche Zelllinie, die aus einem Cervixkarzinom stammt und noch heute unter der Bezeichnung HeLa-Zellen verwendet wird. Rita Levi-Montalcini und Mitarbeiter zeigten 1954, dass der Nervenwachstumsfaktor (NGF) das Wachstum von Axonen in Gewebekulturen stimuliert. Im Jahr 1955 führte Harry Eagle die erste systematische Untersuchung der essenziellen Ernährungsbedürfnisse von Zellen in Kultur durch und stellte fest, dass sich tierische Zellen in einer definierten Mischung aus kleinen Molekülen, ergänzt durch einen geringen Anteil an Serumproteinen, vermehren können. Theodore T. Puck und Mitarbeiter selektieren 1956 Mutanten mit veränderten Wachstumsanforderungen aus Kulturen von HeLa-Zellen. Im Jahr 1958 entwickelten Howard Temin und Harry Rubin einen quantitativen Test für die Infektion von Kükenzellen in Kultur durch das gereinigte Rous-Sarkom-Virus. Im folgenden Jahrzehnt wurden die Merkmale dieser und anderer Arten von viraler Transformation von Michael Stoker, Renato Dulbecco, Maurice Green und anderen Virologen bestimmt.
Leonard Hayflick und Paul S. Moorhead zeigten 1961, dass menschliche Fibroblasten nach einer endlichen Anzahl von Teilungen in der Kultur absterben. Im Jahr 1964 führte John W. Littlefield das HAT-Medium für die selektive Züchtung von somatischen Zellhybriden ein. Zusammen mit der Technik der Zellfusion machte dies die Genetik somatischer Zellen zugänglich. Hiroyuki Kato und Masayuki Takeuchi erhielten 1964 eine vollständige Karottenpflanze aus einer einzigen Karottenwurzelzelle in Gewebekultur. Im Jahr 1965 führte Richard G. Ham ein definiertes, serumfreies Medium ein, welches das klonale Wachstum bestimmter Säugetierzellen unterstützt. Im gleichen Jahr erzeugten Henry Harris und John F. Watkins die ersten Heterokaryonen aus Säugetierzellen durch die virusinduzierte Fusion von menschlichen und Mäusezellen. 1968 passten Gabriella Augusti-Tocco und Gordon Sato einen Nervenzelltumor der Maus (Neuroblastom) an die Gewebekultur an und isolierten Klone, die elektrisch erregbar waren und Nervenfortsätze ausbildeten. Etwa zu dieser Zeit wurde eine Reihe weiterer differenzierter Zelllinien isoliert, darunter Skelettmuskel- und Leberzelllinien. In den folgenden Jahrzehnten wurden insbesondere Nährmedien, Wachstumsfaktoren und Bedingungen weiterentwickelt und neue Zelllinien etabliert. César Milstein und Georges Köhler entdeckten 1975 mit der Hybridom-Technik die Möglichkeit zur Bildung monoklonaler Antikörper durch Zellfusion von Lymphozyten mit unsterblichen Krebszellen. Für diese Entdeckung erhielten sie 1984 den Nobelpreis für Physiologie oder Medizin. Im Jahr 1976 veröffentlichten Sato und Mitarbeiter die erste einer Reihe von Arbeiten, die zeigten, dass verschiedene Zelllinien unterschiedliche Mischungen von Hormonen und Wachstumsfaktoren benötigen, um in serumfreiem Medium zu wachsen. Darüber hinaus wurden in diesen Jahren Methoden zur gezielten Einführung und Expression von Genen in Zellen, die sogenannte Transfektion, entwickelt. Im Jahr 1977 entwickelten Michael Wigler mit Richard Axel und seinen Mitarbeitern eine effiziente Methode zur Einführung von Single-Copy-Säugetiergenen in kultivierte Zellen, wobei sie eine frühere, von Frank L. Graham und Alex J. van der Eb entwickelte Calcium-Phosphat-Präzipitation adaptieren. Martin John Evans und Kollegen isolierten und kultivieren 1981 pluripotente embryonale Stammzellen aus der Maus. Sie neigen in vitro dazu, spontan zu differenzieren. Dies kann durch Faktoren unterbunden werden, welche die Selbsterneuerung der Zellen fördern. Mehrere solcher Stoffe wurden seit Ende der 1980er Jahre identifiziert. Die Forschung in diesem Feld konzentriert sich derzeit auf die Kultivierung und gezielte Ausdifferenzierung von sowohl embryonalen als auch adulten Stammzellen, nachdem 1998 menschliche embryonale Stammzellen von James Thomson und John Gearhart und ihren Mitarbeitern isoliert wurden.
Die älteste tierische Zelllinie ist vermutlich das Sticker-Sarkom, ein infektiöser Tumor natürlichen Ursprungs, der vor bis zu 11.000 Jahren entstand. Seit seiner Entstehung hat das Sticker-Sarkom etwa 1,9 Millionen Mutationen angesammelt, 646 Gene wurden deletiert.